# Demetrio Herrera Sevillano
Demetrio Herrera Sevillano (Panamá, 27 de noviembre de 1902 - 9 de octubre de 1950) fue un poeta vanguardista panameño. 
Fue hijo de padre colombiano y madre panameña. De chico fue humilde y tenía escasos estudios primarios. Residió en el viejo barrio de Santa Ana. Obtuvo sus conocimientos de las corrientes vanguardistas por esfuerzo propio.
En 1949 obtuvo el tercer lugar del Premio Ricardo Miró con vidrio.

## Obras
- "Mis primeros trinos" (1924)
- "Kodak" (1937)
- "La fiesta de San Cristóbal"(1937)
- "Los poemas del pueblo" (1938)
- "Cuartos" (1941)
- "Antología Poética" (1943)
- "La canción del esclavo" (1947)
- "Ventana" (1950)